# Stora Sturven
Stora Sturven är en sjö i Lerums kommun i Västergötland och ingår i Göta älvs huvudavrinningsområde. Sjön är 47,5 meter djup, har en yta på 1,1 kvadratkilometer och befinner sig 106,4 meter över havet. Sjön avvattnas av vattendraget Dala å. Vid provfiske har abborre, gädda, mört och nors fångats i sjön.

## Delavrinningsområde
Stora Sturven ingår i det delavrinningsområde (640722-129585) som SMHI kallar för Utloppet av Stora Sturven. Medelhöjden är 119 meter över havet och ytan är 3,46 kvadratkilometer. Det finns inga avrinningsområden uppströms utan avrinningsområdet är högsta punkten. Dala å som avvattnar avrinningsområdet har biflödesordning 4, vilket innebär att vattnet flödar genom totalt 4 vattendrag innan det når havet efter 46 kilometer. Avrinningsområdet består mestadels av skog (67 %). Avrinningsområdet har 1,1 kvadratkilometer vattenytor vilket ger det en sjöprocent på 31,6 %.